# Typophyllum pseudocinnamum
Typophyllum pseudocinnamum is een rechtvleugelig insect uit de familie sabelsprinkhanen (Tettigoniidae). De wetenschappelijke naam van deze soort is voor het eerst geldig gepubliceerd in 1926 door Vignon.